# Lugnvik, Östersund
Lugnvik är en stadsdel i nordvästra delen av Östersund, som i folkmun även kallas "Lilla Texas" av många av dess invånare. År 2020 hade Lugnvik ca 3100 invånare.

## Geografi
Lugnvik avgränsas i norr av stadsdelen Byskogen. I norr och nordöst av Europaväg 14. I öst, sydost och söder av Norr. I väster är begränsningslinjen Storsjön. Stadsdelen är, liksom stora delar av Östersund, relativt kuperad och sluttar i västra delen av Lugnvik kraftigt mot Storsjön.  

## Befolkning
De officiella befolkningsuppgifterna på antalet boende i stadsdelen Lugnvik.
Källa: Östersunds kommun planering/statistik.
| År       | Antal invånare |  |  |
| -------- | -------------- |  |  |
| 20171231 | 2805           |  |  |
| 20201231 | 3135           |  |  |

## Historia
Lugnvik tillhörde först Ås kommun, och från 1952 Rödöns kommun, men inkorporerades i Östersunds stad år 1954.
Det gamla Lugnvik, med trähusbebyggelse av typen "egnahem", byggdes upp främst under 1920-talet och var då en typisk arbetarstadsdel. Lugnvik kallades tidigare även för "Lilla Texas", med anspelning på Vilda västern, dels för "buslivet" där på dansbanan  "Texas" (byggd under 1920-talet), och dels för buslivet under raggarepoken som började i slutet av 1950-talet.
Större delen av det moderna Lugnvik byggdes i mitten på 1970-talet under miljonprogrammet, och ser ut därefter, där finns bland annat ett flertal höghus. 
1979 byggdes Lugnviks senaste större bostadsområde, Östersem, ett typiskt radhusområde bestående av 81 radhus och en gemensam fritidslokal. Området byggdes mellan Semsån, Källsprångsvägen och Norra Åsvägen.
2016 var slutfasen för nästa projekt i Lugnvik kallat 'Brittsbo', ett bostadsområde med cirka 250 byggnader av blandad sort intill Gamla Åsvägen (från Källsprångsvägen fram till kommungränsen).

## Näringsliv
I östra Lugnvik finns ett av Östersunds två industriområden med varierande verksamheter. Lokal service är bensinstation, en matbutik med postservice, frisör, pizzeria, diverse lunchmatställen, hälsocentral, fritidsgård och kyrka. 

## Föreningar och fritid
Lugnvik ligger vid Storsjön, och har därför även ett flertal bryggor och båthamnar där man kan bada eller bara njuta av utsikten. Från Tysjöarnas naturreservat i Lugnvik till Storsjön rinner Semsån, som är en mycket viktig lekplats för många Storsjöns fiskar.
Lugnviks Folkets Park kallas 'Semsåparken' i folkmun, eftersom den ligger vid Semsåns utlopp.
I Lugnvik finns ett relativt rikt föreningsliv med diverse föreningar av olika slag, som till exempel BMK Boston, Östersund Frösö Scoutkår och Lugnviks Gymnastikförening. 
Hembygdsföreningen Gamla Lugnvik ger ut en årsskrift sedan 1987.

## Kommunikationer
För att ta sig till Lugnvik finns ett flertal bussalternativ, stadsbuss nummer 6, samt länstrafiken mot Ås och Krokom. Europaväg 14 passerar norr om Lugnvik.
Mittbanan passerar rakt igenom centrala Lugnvik men det finns ingen station där regionaltågen kan stanna. Inlandsbanan passerar genom industriområdet där det finns ett antal stickspår för godstågen.

## Utbildning

### Skolor
I Lugnvik finns skolan Lugnviksskolan, en kommunalägd skola för elever i årskurs F-9 med tillhörande fritidshem. Mellan åren 2021 och 2023 byggdes skolan ut dels på grund av den dåliga luftkvaliteten och för att utöka kapaciteten. Skolan fick då en till våning, en helt ny inomhusmiljö och ett tillagningskök. Denna ombyggnation gav skolan en kapacitet för upp emot 500 elever. 

### Förskolor
Det finns 2 förskolor i Lugnvik: Mjölnargränds förskola och Sjöängens förskola.